# Xã Delaware, Quận Mercer, Pennsylvania
Xã Delaware (tiếng Anh: Delaware Township) là một xã thuộc quận Mercer, tiểu bang Pennsylvania, Hoa Kỳ. Năm 2010, dân số của xã này là 2.291 người.